# Luquitas de Marchena
Luquitas de Marchena, nacido Lucas Soto Martín, (Linares, Jaén, 1913-1965) fue un cantaor de flamenco español.
Empezó a cantar desde muy joven en la compañía del cantaor Pepe Marchena, quien lo apadrina artísticamente, por ello tomó su apellido escénico. Después formaría parte del elenco de cantaores en la compañía de "La Niña de La Puebla" con la que se casaría en el año de 1933 . De esta unión nacerían dos grandes artistas del flamenco Pepe y Adelfa Soto.
Actuó con grandes cantaores de su época como Pepe Pinto, Manuel Vallejo y Juanito Valderrama con el que llegó a tener una gran amistad.
Su voz era dulce y melodiosa y los cantes que más cultivo fueron la taranta, el fandango y las colombianas que grabaría algunas junto a su mujer "La Niña de La Puebla". En su discografía también dejó impresos otros palos aparte de los mencionados como malagueñas, bulerías o soleares.